# Statilii

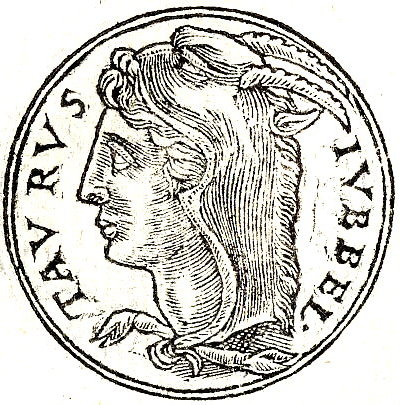
Titus Statilius Taureau, consul en 37 et 26 av. J.-C., d'après Promptuarii Iconum Insigniorum, de Guillaume Rouille (1518?-1589).

La gens Statilia était une famille plébéienne d'origine lucanienne de la Rome antique. Les membres de cette gens sont mentionnés pour la première fois au IIIe siècle av. J.-C., lorsque l'un d'eux mena l'assaut lucanien sur la ville de Thurii, et un autre commanda une troupe de cavalerie alliée pendant la Seconde Guerre punique; mais à Rome, les Statilii se sont fait connaître pour la première fois à l'époque de Cicéron, date à laquelle ils occupaient le rang équestre. Le premier de la famille à obtenir le consulat fut Titus Statilius Taurus en -37, et ses descendants continuèrent à occuper les plus hautes fonctions de l'État romain jusqu'à l'époque de Marc Aurèle.

## Origine
Le nomen Statilius appartient à une classe de gentilicia se terminant par le suffixe -ilius, dérivé d'autres noms se terminant par le suffixe diminutif -ulus. Statilius est un dérivé du praenomen osque commun Statius, dont le diminutif pourrait être Statulus . Les mêmes praenomen ont également donné naissance à la gens Statia.

## Branches et cognomen
La branche la plus importante des Statilii portait le nom de famille Taurus, faisant référence à un taureau et appartenant à une large classe de noms de famille dérivés de noms d'animaux et d'objets du quotidien. Cette famille est restée importante de la fin de la République jusqu'au règne de Claude, et son nom apparaît sur les monnaies de l'époque.
Corvinus, porté comme nom de famille par l'un des Statilii consulaires, a été hérité de son grand-père, Marcus Valerius Messalla Corvinus, consul en 31 av. J.-C., descendant de l'illustre maison des Valerii Messallae, et de Marcus Valerius Corvus, qui a obtenu son nom de famille. quand, jeune soldat, il vainquit un Gaulois géant en combat singulier, avec l'intervention apparemment divine d'un corbeau, ou corvus,,.
Une famille ultérieure des Statilii portait les cognomina Maximus et Severus, deux noms de famille courants tout au long de l'histoire romaine. Titus Statilius Maximus Severus Hadrianus, consul en 115, était le descendant de riches colons syriens. Maximus, le superlatif de Magnus, « grand », aurait pu décrire quelqu'un de grande stature ou de grande réussite, mais était plus souvent utilisé pour désigner l'aîné de plusieurs frères.

## Membres

### Sous la République
- - Sthenius or Statius Statilius, le leader des Lucaniens contre Thurii au début du troisième siècle av. J.-C. A Rome, le tribun de la plèbe Caius Aelius vota une mesure condamnant Statilius, pour laquelle il fut honoré par les Thuriens[a 4],[a 5],[7].
  - Marius Statilius, chef d'une troupe de cavalerie lucanienne, servant sous les ordres du consul Lucius Aemilius Paullus en -216, pendant la Seconde Guerre punique. Après la destruction de Paullus et de son armée à la bataille de Cannes, Statilius remet en question son dévouement à la cause romaine, jusqu'à ce qu'il soit rassuré par les louanges de Quintus Fabius Maximus[a 6],[a 7],[a 8],[8].
  - Lucius Statilius, chevalier romain, l'un des conspirateurs de Catilina, fut emprisonné avec plusieurs de ses collègues au Tullianum, où ils furent étranglés sur ordre de Cicéron[a 9],[a 10],[a 11].
  - Statilius, un acteur de médiocre capacité, avec lequel Cicéron oppose Quintus Roscius[a 12].
  - Lucius Statilius, l'un des augures, mentionné par Cicéron en -45[a 13].
  - Statilius, disciple de Caton le Jeune, aux côtés duquel il souhaitait périr de ses propres mains pendant la guerre civile. Il fut sauvé par ses amis et, après la mort de César, rejoignit l'armée des Liberatores et tomba au combat à Philippes[a 14].
  - Quintus Statilius, fut élu tribun de la plèbe en 29 av. J.-C., mais démis de ses fonctions par Octave, alors qu'il réduisait le nombre du Sénat[a 15],[9].

### Sous le Principat
- - Statilius Capella, un chevalier romain de Sabratha en Afrique, dont la maîtresse, Flavia Domitilla, devint l'épouse de Vespasien[a 16],[10].
  - Titus Statilius Crito, plus connu sous le nom de Criton d'Héraclée, médecin de Trajan, qu'il accompagna en Dacie. Outre des ouvrages sur la médecine, la cosmétique et peut-être aussi la cuisine, il écrivit une histoire des Daces et des Gètes, connue sous le nom de Getica, qui constitua probablement une partie de la base du De Bello Dacico de Trajan, aujourd'hui perdu, avec tous les écrits de Criton. œuvres, à l’exception des fragments et citations conservés par d’autres écrivains[a 17],[11].
  - Statilius Secundus, gouverneur d'une province incertaine, reçut un rescrit de l'empereur Hadrien concernant l'opportunité et la manière de punir les soldats dont les prisonniers s'étaient évadés de leur garde[a 18],[12].
  - Statilius Cassius Taurinus, Frères Arvales en 155[b 1],[13].
  - Statilius Corfulenus, un sénateur qui proposa des honneurs à l'empereur Clodius Albinus, et qui fut ridiculisé dans une lettre de Septime Sévère pour cela[a 19],[14].
  - Titus Statilius Barbarus, consul suffect en 198 ou 199 apr. J.-C. Il avait été décemvir stlitibus judicandis, questeur, préteur et gouverneur de Thracie. Après son consulat, il fut gouverneur de la Germanie supérieure[b 2],[15],[16],[17].
  - Titus Statilius Silianus, membre des frères Arval au début du troisième siècle[b 3],[18].
  - Statilius Ammianus, gouverneur de l'Égypte romaine 271-273 apr. J.-C.[19].
  - Statilius Flaccus, auteur de plusieurs épigrammes dans l'Anthologie grecque[a 20],[20],[21],[22].
  - Statilius Maximus, grammairien et auteur du De Singularibus apud Cicéronem, ainsi que des commentaires sur Caton et Salluste. Son travail est cité à plusieurs reprises par Charisius[23].

### Statilii Tauri
- Titus Statilius Taurus, (v.-95 - ?);
  - Titus Statilius Taurus, (v.-75 - ap.-10), consul suffect en -37, consul II en -26, augure [a 21],[a 22],[a 23],[a 24],[a 25],[a 26],[24];
    - Statilia, (v.-30 - ?), épouse de Lucius Calpurnius Piso[a 27],[a 28],[25];
    - Titus Statilius Taurus, (v.-26 - ap.11), consul en 11, [26],[a 29],[27];
      - Titus Statilius Taurus, (v.10 - 53), consul en 44, proconsul d'Afrique [a 30],[28];
      - Titus Statilius Taurus Corvinus, (v.12 - ap.54), consul en 45 [a 31],[a 32],[29];
        - ? Statilia Messalina, (v.35 - ap.69), épouse de Marcus Julius Vestinus Atticus puis de Néron[a 33],[a 34],[30];

      - (Statilia Messallina), (v.15 - ?), épouse de Lucius Valerius Catullus;

    - Statilia Minor, (v.-25 - ?);
    - Titus Statilius Taurus Sisenna, (v.-18 - ap.v.30), consul en 16 [a 35],[a 36],[a 37],[31];
      - Sisenna (Statilius Taurus), (v.10 - ap.38), salins palatins en 38;
      - (Statilia) Cornelia, (v.10/5 - ?), épouse de Titus Axius;

#### Autres
- Titus Statilius Taurus, (v.75 - ?);
  - Titus Statilius Taurus, (v.105 - v.141), tribun militaire de la Legio XXII Primigenia, il est décédé à Mogontiacum en Germanie Supérieur[b 4],[32].

### Statilii Optati
- Titus Statilius Optatus, affranchie de Titus Statilius Taurus Corvinus [b 5];
  - Titus Statilius Optatus, (v.60 - ?), Préfet de l'annone, tribun militaire de la Legio VI Victrix et de la Legio VI Ferrata, préfet chargé du cens en Bretagne et en Gaule[b 6],[33].
    - Statilius Homullus, (v.85/90 - ?), sénateur romain [34];
    - Statilius Optatus, (v.90 - ?), sénateur romain [35].

### Statilii Maximi
- Titus Statilius, (v.60 - ?), chevalier romain;
  - ? Statilia Paterna, (v.80 - ?), épouse de Titus Julius Piso;
  - ? Titus Statilius Maximus Severus Hadrianus, (v.80 - ap.115/7), légat propréteur de Thrace en 114, consul suffect vers 115/7 [a 38],[36],[37];
    - ? Titus Statilius Maximus, (v.105 - ap.159), consul en 144, proconsul d'Asie en 158[b 7],[38].
      - ? Titus Statilius Severus, (v.135 - ap.171), consul en 171 [b 8],[39],[40]

    - ? Statilia Maxima, (v.110 - ap.136), épouse de (Caius Carbonius);
    - ? Lucius Julius Titus Statilius Severus, (v.115 - ap.159), consul suffect, légat de Moesie Inférieur en 159 [b 9],[b 10],[41]
      - ? Titus Statilius Maximus Severus Lucius Iuventius Munitus;